# ウラジーミル・ジャニベコフ
ウラジーミル・アレクサンドロヴィチ・ジャニベコフ（ロシア語: Владимир Александрович Джанибеков, ラテン文字表記の例:Vladimir Aleksandrovich Dzhanibekov、1942年5月13日 - ）はソ連の宇宙飛行士。5度の宇宙飛行を経験している。
現在のウズベキスタンタシュケント州のイスカンダル（Iskandar）の郊外で生まれる。生まれてすぐに彼の家族はタシュケントに引っ越す。1960年に物理学を学ぶためサンクトペテルブルク大学に入学し、彼が常に興味を抱いていた飛行に夢中になる。1961年にエイスクのV.M.コマロフ高等軍事飛行学校（V. M. Komarov Higher Military Flying School）に入学することを決意する。4年後に卒業し、ソビエト空軍のフライング・インストラクターとなる。
1970年宇宙飛行士に選ばれる。彼は同年に共産党に入党している。ジャニベコフはソユーズ27号、ソユーズ39号、ソユーズT-6、ソユーズT-12、ソユーズT-13と5度の宇宙飛行を行った。合計宇宙滞在時間は145日15時間56分。2度のEVAも経験し、合計時間は8時間35分。
1986年に宇宙飛行士のプログラムを離れ、政治に関わるようになる。1985年から1990年までウズベク共和国の最高ソビエトの副議長（the Deputy to the Supreme Soviet of Uzbek SSR）を務めた。
彼は絵画にも興味があり、作品は宇宙に関するものが大部分で、展示会で展示されたことがある。
小惑星3170 Dzhanibekovは彼の名に因む他、宇宙空間でテニスラケットの定理を実演したことから同定理には「ジャニベコフ効果」という別名が付けられている。